# Nachal Adama
Nachal Adama (hebrejsky: נחל אדמה) je vádí v severním Izraeli, cca 10 kilometrů jižně od Galilejského jezera.
Začíná v nadmořské výšce okolo 150 metrů západně od vrchu Giv'at Adamot, v lokalitě Churvat Adamot (חרבת אדמות), která uchovává zbytky starověkého a středověkého osídlení. Pak vádí směřuje k jihovýchodu odlesněněnou krajinou a sestupuje do příkopové propadliny řeky Jordán. Podchází lokální silnici 7188 a u pahorku Giv'at Gamal, cca 1 kilometr severně od vesnice Gešer, ústí zprava do vádí Nachal Chagal, které jeho vody odvádí do řeky Jordán.